# William Meeks
William Hamilton Meeks III (Washington, D.C., 8 de agosto de 1947) é um matemático estadunidense, que trabalha com superfície mínima.
Meeks estudou matemática na Universidade da Califórnia em Berkeley, onde obteve um mestrado em 1974 e um doutorado em 1975, orientado por Herbert Blaine Lawson, com a tese The Conformal Structure and Geometry of Triply Periodic Minimal Surfaces in {\displaystyle R^{3}}. No pós-doutorado esteve na Universidade da Califórnia em Los Angeles e em 1977/1978 no Instituto Nacional de Matemática Pura e Aplicada (IMPA) como professor assistente e de 1979 a 1983 professor da Universidade Stanford. Em 1983/1984 esteve no Instituto de Estudos Avançados de Princeton e de 1984 a 1986 foi professor na Universidade Rice. A partir de 1986 foi professor na Universidade de Massachusetts Amherst, onde é George David Birkhoff Professor de Matemática.
Foi palestrante convidado do Congresso Internacional de Matemáticos em Berkeley (1986: Recent progress on the geometry of surfaces in {\displaystyle R^{3}} and on the use of computer graphics as a research tool).

## Publicações selecionadas
- com Joaquin Perez The classical theory of minimal surfaces, Bulletin AMS, Volume 48, 2011, p. 325-407, Online
- com Rosenberg The uniqueness of the helicoid. Ann. of Math. (2) 161 (2005), no. 2, 727–758.
- com Hoffman Embedded minimal surfaces of finite topology, Ann. of Math. 131 (1990), 1–34
- com Simon, Yau Embedded minimal surfaces, exotic spheres, and manifolds with positive Ricci curvature. Ann. of Math. (2) 116 (1982), no. 3, 621–659.
- A survey of the geometric results in the classical theory of minimal surfaces, Bol. Soc. Brasil. Mat. 12 (1981), 29–86.
- The geometry, topology, and existence of periodic minimal surfaces, in: Differential geometry: partial differential equations on manifolds (Los Angeles, CA, 1990), Proc. Sympos. Pure Math., vol. 54, Amer. Math. Soc., 1993, p. 333–374
- Geometric results in classical minimal surface theory, in: Surveys in differential geometry, Band 8, Internat. Press, Somerville/Massachusetts 2003, p. 269–306